# Ћазим Угљен
Ћазим Угљен (Мостар, 1899 — Мостар, 10. новембар 1964) био је инжењер рударства, учесник Народноослободилачке борбе и друштвено-политички радник НР Босне и Херцеговине.

## Биографија
Рођен је 1899. у Мостару, где је завршио основну школу и гимназију. Потом је студирао рударство у Прагу и у Љубљани, где је дипломирао на Техничком факултету. Као инжењер рударства радио је у више рудника у Краљевини Југославији, а од 1938. био је директор рудника Бреза, код Високог. На овој позицији налазио све до 1944. када је напустио рудник и прешао на ослобођену територију.
У току окупације Југославије, рудник у коме је био директор, налазио на територији Независне Државе Хрватске (НДХ) и био је под усташком влашћи. Иако директор рудника, још почетком 1942. успоставио је везу и сарадњу са Народноослободилачким покретом (НОП), а током 1943. постао је члан Комунистичке партије Југославије (КПЈ). Био је члан Земаљског антифашистичког већа народног ослобођења Босне и Херцеговине (ЗАВНОБиХ) и учесник његовог Трећег заседања у Сарајеву 26—28. априла 1945. на коме је изабран за министра индутрије рударства у Влади Федералне Државе Хрватске, чији је председник био Родољуб Чолаковић.
На функцији министра остао је до конституисања Уставотворне скупштине када је 13. новембра 1946. изабран за председника Народне скупштине НР Босне и Херцеговине првог сазова. Ову функцију напустио је априла 1949. када је прешао на дужност министра индустрије у Влади НР Босне и Херцеговине, чији је председник био Ђуро Пуцар. Приликом реорганизације Владе априла 1950. постао је министар-генерални директор Генералне дирекције за неметале. Пензионисан је новембра 1950. године. Биран је за народног посланика Народне скупштине НР Босне и Херцеговине првог, другог и трећег сазива. 
Након пензионисања активно је сарађивао са разним стручним и научним институцијама у Босни и Херцеговини, а посебно са Институтом за рударство.
У браку са Зинетом Угљен (1899—1987) имао је троје деце — синове Ненада и Златка и ћерку Наду.
Умро је 10. новембра 1964. у Мостару, где је и сахрањен.
Одликован је Орденом братства и јединства првог реда и Орденом заслуга за народ другог реда.